# (26980) 1997 UQ10
(26980) 1997 UQ10 est un astéroïde de la ceinture principale d'astéroïdes découvert en 1997.

## Description
(26980) 1997 UQ10 a été découvert le 29 octobre 1997 à Woomera (Australie par Frank B. Zoltowski.

### Caractéristiques orbitales
L'orbite de cet astéroïde est caractérisée par un demi-grand axe de 2,60 UA, un périhélie de 1,94 UA, une excentricité de 0,26 et une inclinaison de 4,79° par rapport à l'écliptique. Du fait de ces caractéristiques, à savoir un demi-grand axe compris entre 2 et 3,2 UA et un périhélie supérieur à 1,666 UA, il est classé, selon la JPL Small-Body Database, comme objet de la ceinture principale d'astéroïdes.

### Caractéristiques physiques
(26980) 1997 UQ10 a une magnitude absolue (H) de 15,1 et un albédo estimé à 0,077.